# Karlsgarten am Aachener Rathaus

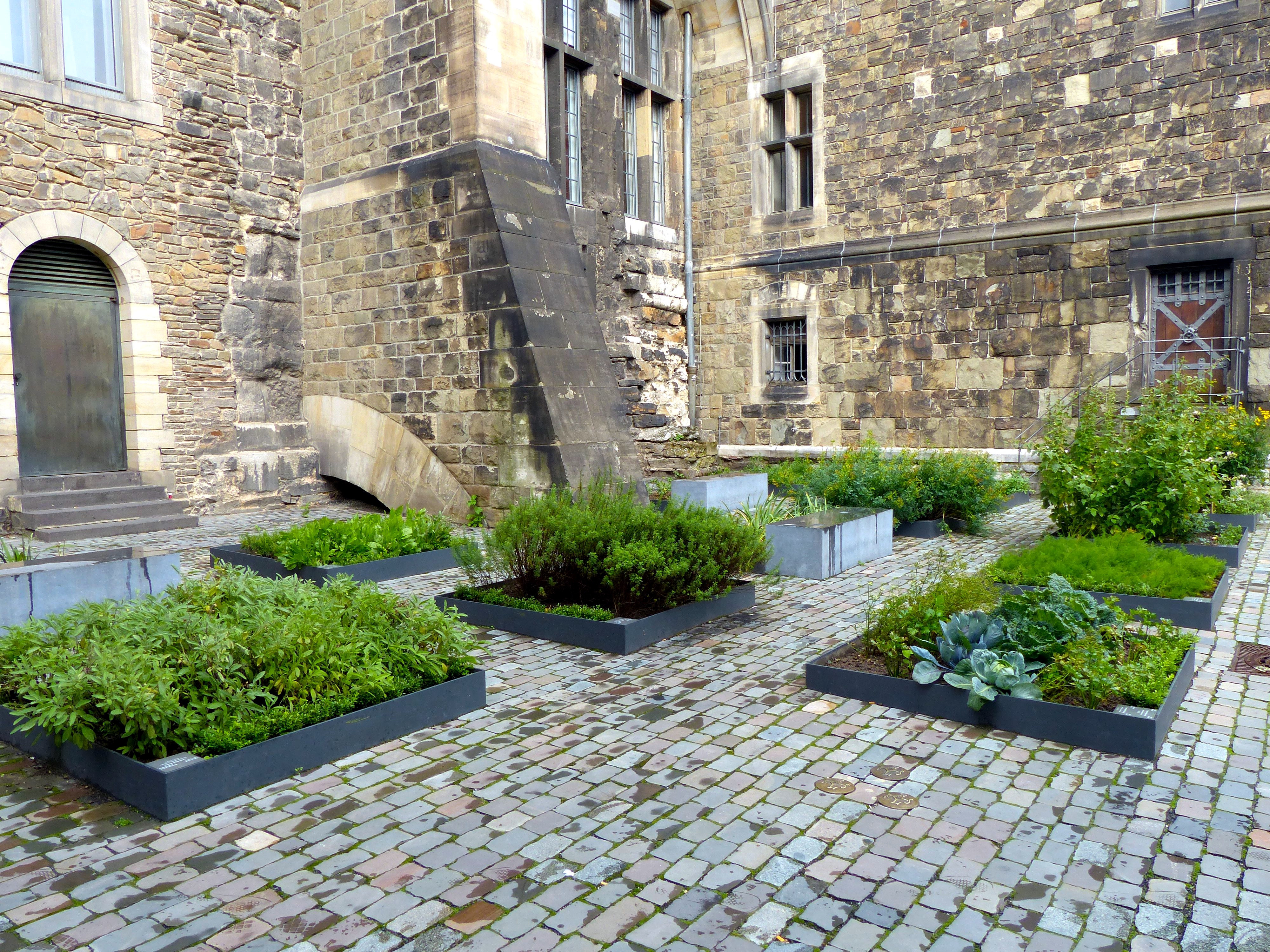
Karlsgarten am Aachener Rathaus

Der Karlsgarten am Aachener Rathaus ist ein Kräutergarten mit einer Auswahl von Pflanzen aus dem Capitulare de villis Karls des Großen in Aachen. Er wurde 1965 angelegt. Er befindet sich an der Südseite hinter dem westlichen Turm des Aachener Rathauses am Katschhof. Er ist einer von mehreren Karlsgärten in Deutschland, Frankreich und Österreich.
Die Capitulare de villis vel curtis imperialibus, etwa 795 erlassen, ist nur noch in einer einzigen Handschrift überliefert, die sich heute in der Herzog-August-Bibliothek in Wolfenbüttel befindet. Das letzte Kapitel enthält unter anderem eine Liste von Kräutern, die den Kranken, der Kirche und der Küche helfen sollen. Etwa 50 von ihnen werden in dem Kräutergarten vorgestellt.
Der Garten wurde anlässlich einer Ausstellung im Jahr 1965 über Europa und Karl den Großen vom damaligen Grünflächenamt der Stadt Aachen angelegt. Der Garten wird heute vom Freundeskreis Botanischer Garten Aachen betreut, der auch den im Internationalen Karlsjahr 2000 eröffneten Karlsgarten in Aachen-Melaten betreibt.